# Battista Pininfarina

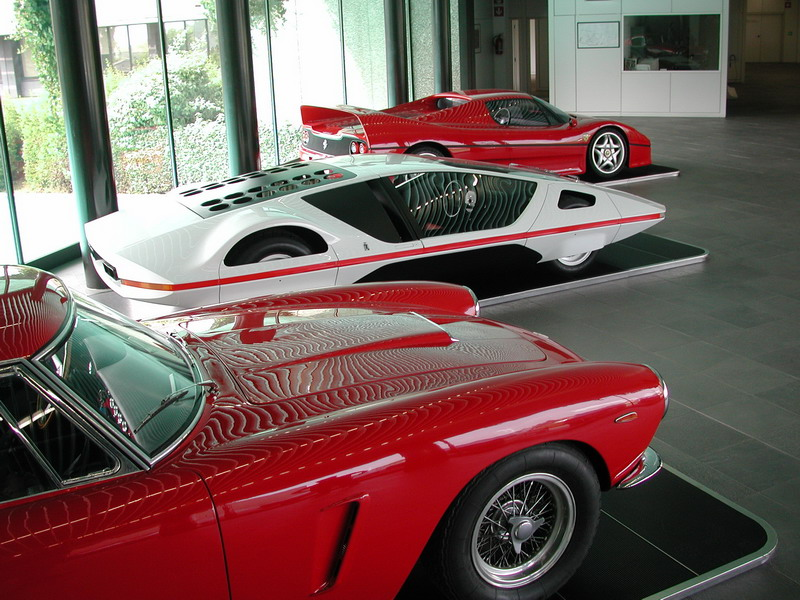
Ferraris im Museum Pininfarina in Turin, in der Mitte der Pininfarina Modulo

Giovanni Battista „Pinin“ Farina (* 2. November 1893 in Turin; † 4. April 1966) war ein italienischer Karosseriebauer, der sich zu einem international bedeutenden Autodesigner entwickelte. Das von ihm gegründete Unternehmen Pininfarina gehörte in der zweiten Hälfte des 20. Jahrhunderts zu den erfolgreichsten Betrieben der Branche.

## Biografie
Battista Farina wurde 1893 als eines von fünf Kindern seiner Eltern Giuseppe und Giacinta Farina (geb. Vigna) geboren und wuchs in Turin auf. Sein älterer Bruder war Giovanni Farina, der 1906 in Turin das Karosseriebauunternehmen Stabilimenti Farina gründete.
Bereits vor dem Ersten Weltkrieg arbeitete Battista Farina als Zeichner und Stilist für das Unternehmen seines Bruders. Zusammen mit dem Designer Felice Mario Boano machte er die Stabilimenti Farina in den 1920er-Jahren zum erfolgreichsten italienischen Karosseriehersteller.
1930 verließen Battista Farina und Felice Mario Boano die Stabilimenti Farina, die in den folgenden Jahren unter anderem von Pietro Frua geleitet wurde.
Farina gründete 1930 die Carrozzeria Pinin Farina, die Vorgängerin der heutigen Pininfarina S.p.A. Das Unternehmen entwarf zahlreiche Fahrzeuge der Marken Alfa Romeo, Ferrari, Fiat, Jaguar, Lancia, Maserati und Peugeot.
Im Jahr 1961 erhielt Farina vom italienischen Staatspräsidenten auf Anregung des Justizministers die Erlaubnis, seinen Nachnamen in Pininfarina zu ändern.
Pininfarina war mit Rosa Farina (geb. Copasso) verheiratet. Mit ihr hatte er zwei Kinder, den Sohn Sergio (1926–2012) und die Tochter Gianna (1922–?). Sergio und dessen Kinder Andrea (1957–2008) und Paolo (1958–2024), die alle die Namenserweiterung übernahmen, traten in die Firma ein.
Giuseppe „Nino“ Farina, der erste Formel-1-Weltmeister, war der Sohn seines Bruders Giovanni Farina.